# Brian Freemantle
Brian Harry Freemantle (* 10. Juni 1936 in Southampton; † 23. Dezember 2024) war ein britischer Autor von Spionageromanen, die sich besonders durch Härte und Realismus auszeichnen.

## Leben
Freemantle war jahrelang Auslandskorrespondent für etliche angesehene britische Zeitungen, unter anderem in Moskau, was sich in einigen seiner Romane niederschlägt (Charlie Muffin and Russian Rose, The Button Man). 1975 organisierte er, im Zuge der amerikanischen Flucht aus Vietnam, den einzigen britisch initiierten Abtransport vietnamesischer Waisenkinder aus dem vom Vietcong eingeschlossenen Saigon. Die Erfahrungen, die er dabei machte, verarbeitete er in dem Roman Rules of Engagement, der auf Deutsch unter dem Titel Flucht aus Vietnam erschien.
Anfang der 1970er Jahre begann er Politthriller zu schreiben und ist seit 1975 Vollzeit-Schriftsteller. Den großen Durchbruch hatte er 1977 mit dem Roman Charlie Muffin, in dem das erste Mal der gleichnamige britische Agent auftrat, der kein smarter Superman und „Oxbridge-Absolvent“, sondern ein eher schäbiger, aber trickreicher Mann aus einfachen Verhältnissen ist. In bisher 13 Romanen trat er auf. 1979 wurde der erste, mit David Hemmings in der Titelrolle, von Jack Gold verfilmt (siehe Charlie Muffin).
Des Weiteren schrieb er Sachbücher über KGB, CIA und über die internationale Organisierte Kriminalität (The Octopus. Europe in the Grip of Organized Crime), welche auch häufig in seinen Romanen eine Rolle spielt (The Laundryman, Monopoly).
Freemantle veröffentlichte auch unter den Pseudonymen John Maxwell, Jonathan Evans, Richard Gant, Jack Winchester und Harry Asher, allerdings wurden die meisten, im Original unter Pseudonym erschienenen Romane, in Deutschland unter seinem richtigen Namen veröffentlicht.

## Bibliografie
Charlie-Muffin-Romane
- Agentenpoker. (Charlie Muffin, 1977), ISBN 3-548-10045-7
- Jagd auf Charlie Muffin. (Clap Hands, Here Comes Charlie, 1978; auch: Here Comes Charlie M), ISBN 3-548-10220-4
- Charlie Muffins Schachzug. (The Inscrutable Charlie Muffin, 1979), ISBN 3-548-10088-0
- Eine Flasche für Charlie Muffin. (Charlie Muffin’s Uncle Sam, 1980; auch: Charlie Muffin U.S.A.), ISBN 3-548-10161-5
- Abgesang auf Charlie Muffin. (Madrigal for Charlie Muffin, 1981), ISBN 3-548-10177-1
- Eine Rose für Charlie Muffin. (Charlie Muffin and Russian Rose, 1985; auch: The Blind Run), ISBN 3-548-10366-9
- Lächeln Sie, Charlie Muffin. (Charlie Muffin San, 1987), ISBN 3-548-10563-7
- Stochern im Nebel. (The Run Around, 1988), ISBN 3-453-06478-X
- Comrade Charlie, 1989
- Der Lehrling. (Charlie’s Apprentice, 1993), ISBN 3-453-11640-2
- Charlie’s Chance 1996; auch: Bomb Grade
- Dead Men Living, 2000
- Kings of Many Castles, 2001
- Red Star Rising, 2010
- Red Star Burning, 2012
- Red Star Falling, 2013

Cowley-und-Danilov-Romane
- Sniper. (The Button Man, 1992; auch: In the Name of a Killer), ISBN 3-453-13682-9
- No Time for Heroes, 1994
- The Watchmen, 2000
- Triple Cross, 2004

Andere Romane (nur auch auf Deutsch erschienene)
- Die Schliche der Taube. (Goodbye to an Old Friend, 1973), ISBN 3-548-10061-9
- Labyrinth mit Minen. (Face Me When You Walk Away, 1974), ISBN 3-548-10130-5
- Rächer kennen kein Erbarmen. (The Man Who Wanted Tomorrow, 1975), ISBN 3-548-10262-X
- Strategie des Skorpions. (The November Man, 1976), ISBN 3-548-10111-9
- Hartmanns Dilemma. (The Solitary Man, 1980), ISBN 3-548-10445-2
- Die Midasmänner. (The Midas Men, 1981; auch: The Sagomi Gambit; auch: Gold), ISBN 3-548-20849-5
- Das Millionenspiel. (Chairman of the Board, 1982; auch: Takeover; auch:  At Any Price) (als Jonathan Evans), ISBN 3-548-20750-2
- Deakens Krieg. (Deaken’s War, 1982), ISBN 3-548-10249-2
- Monopoli. (Monopoly, 1984; auch: Kremlin Correction; auch: Kremlin Conspiracy), ISBN 3-548-20824-X
- Flucht aus Vietnam. (Rules of Engagement, 1984; auch: The Vietnam Legacy), ISBN 3-548-10378-2
- Die Geldwäscher. (The Laundryman, 1985; auch: Dirty White), ISBN 3-548-20883-5
- In der Höhle des Bären. (The Bearpit, 1988), ISBN 3-550-06034-3
- Bauernopfer. (Betrayals, 1989), ISBN 3-453-07890-X
- Kleine graue Mäuse. (Little Grey Mice, 1991), ISBN 3-453-07295-2

Sachbücher
- Ian Fleming: Man with the Golden Pen, 1966; auch: Ian Fleming: The Fantastic 007 Man (als Richard Gant)
- Sean Connery, Gilt-Edged Bond, 1967 (als Richard Gant)
- The Touchables, 1968 (als Richard Gant)
- KGB: Inside the World’s Largest Intelligence Networks, 1982
- CIA: The ‘Honourable’ Company, 1983
- The Fix: Inside the World Drug Trade, 1985
- The Steal: Counterfeiting and Industrial Espionage, 1986
- Importeure des Verbrechens – Europa im Griff der Organisierten Kriminalität. (The Octopus: Europe in the Grip of Organized Crime, 1995), ISBN 3-453-13190-8